# Copán Ruinas
Copán Ruinas é um município de Honduras, localizado no departamento de Copán.